# Conde de Caminha

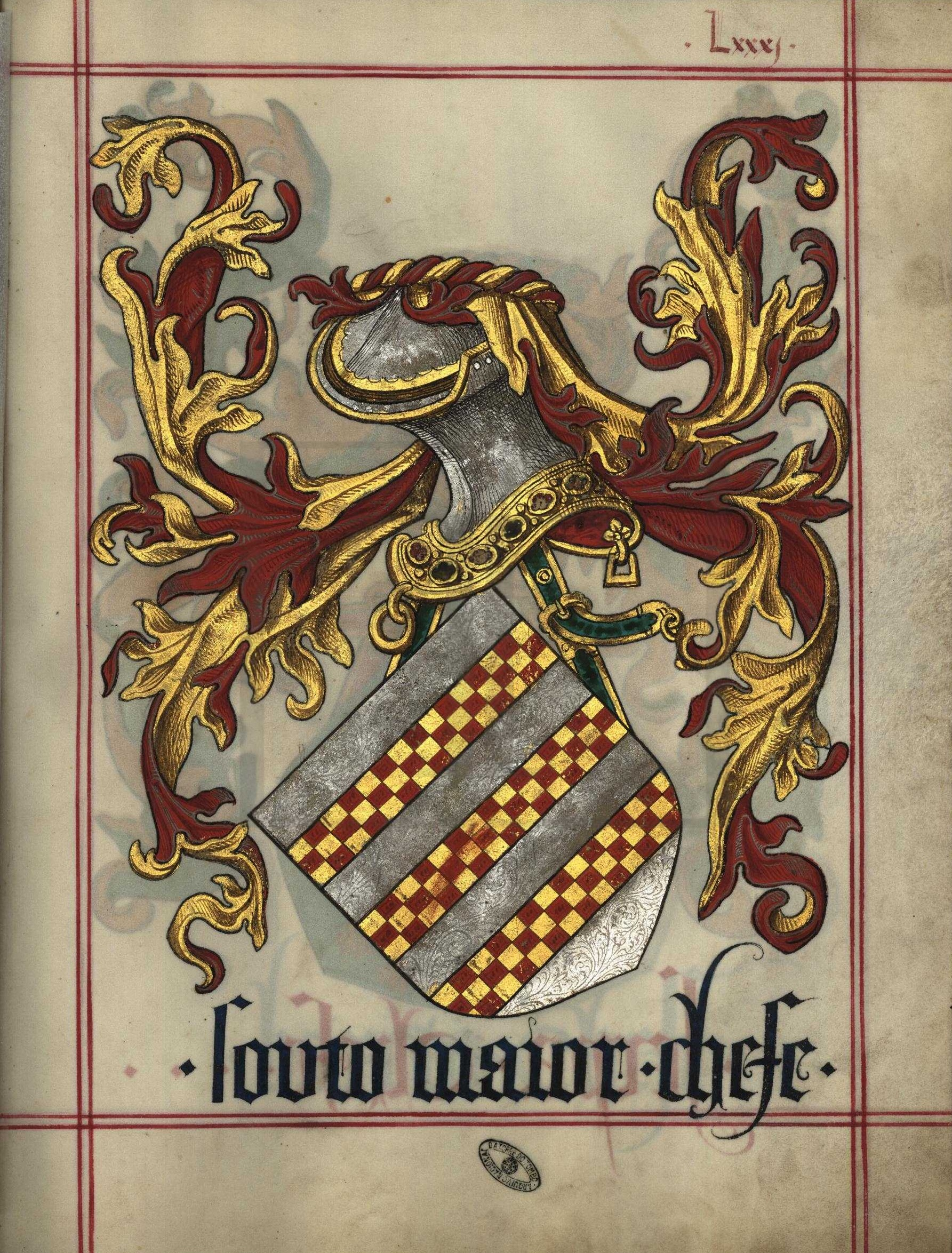
Armas de Souto Maior chefe, in Livro do Armeiro-Mor (fl 81^{r}) (1509). Ver armas de Pedro Álvarez de Soutomaior, conde de Caminha, no artigo

O título de Conde de Caminha foi um título nobiliárquico de Portugal. Foi criado por carta de 5 de Julho de 1476 do rei D. Afonso V de Portugal a favor de Pedro Álvarez de Soutomaior, grande nobre da Galiza e um dos maiores vultos da história galega da segunda metade do século XV, que passou para a história como Pedro Madruga. 
A lenda conta que Pedro Madruga deveu a sua alcunha a uma disputa que teve com os Sarmiento de Ribadavia, em que combinaram delimitar os seus territórios no lugar onde se encontrassem certo dia, saindo ambos dos seus castelos ao canto do galo. Terá cantado muito cedo o do Soutomaior, porque quando se dispunha o Sarmiento a sair do seu castelo de Ribadavia encontrou aos pés da muralha o Soutomaior, a quem terá dirigido a seguinte saudação, que deu origem segundo a tradição à alcunha: Madruga, Pedro, madruga.

## Conde de Caminha (1476)
Artigo principal: Pedro Madruga
Pedro Álvarez de Soutomaior (ca. 1420-1486) pertencia à linhagem nobre galega dos Soutomaior, senhores do castelo de Soutomaior e grandes senhores de terras na Galiza, principalmente em Pontevedra. Era filho bastardo, mas foi legitimado em 1468 e herdou os domínios da Casa de Soutomaior com aprovação do rei Henrique IV de Castela, cujo reinado foi caracterizado pela anarquia e disputas entre as mais poderosas casas nobres do reino.
Pedro Madruga apossou-se da cidade galega de Tui cerca de 1456, expulsando o bispo. Intitulou-se visconde de Tui, mantendo-se na posse da cidade o resto dos seus dias, e aproveitando-se da guerra "[...] destruiu, saqueou, arrasou na sua província tudo o que pôde pertencente a inimigos seus [...]", nas palavras de Anselmo Braamcamp Freire na sua obra Brasões da Sala de Sintra.
Esteve envolvido na Grande Revolta Irmandinha na Galiza (1467-1468), nos conflitos que opunham Henrique IV aos Fonseca arcebispos de Santiago de Compostela, inimigos também dos Soutomaior, e  em conflitos com os Sarmiento de Ribadavia também inimigos dos Soutomaior, entre outros. Finalmente, após a morte de Henrique IV em 1474, envolveu-se na Guerra de Sucessão de Castela (1475-1479) sobre os direitos de sua filha Joana, a Beltraneja – possivelmente filha da rainha com o fidalgo Beltrán de la Cueva – ao trono de Castela. Durante esta guerra, em que assumiu a liderança do partido da Beltraneja na Galiza, apoiou o monarca português D. Afonso V, cuja corte já antes frequentara e que o tinha auxiliado durante a revolta irmandinha. A intervenção de D. Afonso V na guerra de sucessão castelhana teve o seu ponto alto na Batalha de Toro em Março de 1476, em que Pedro Madruga também participou do lado português. Quatro meses mais tarde recebeu o título de conde de Caminha, vila portuguesa na foz do rio Minho, justamente na fronteira entre Portugal e a Galiza.
Pedro Álvarez de Soutomaior casou em Portugal durante a revolta dos irmandinhos com Teresa de Távora, filha de Álvaro Pires de Távora, 10.º senhor da Casa de Távora, de quem teve um filho. Nos anos de 1482-1485, os conflitos entre Pedro Madruga e os seus inimigos na Galiza – entre eles os Valadares, os Montenegro, e os Sarmiento – forçaram o conde de Caminha a tomar medidas violentas que lhe valeram o desagrado dos reis de Castela. Pouco pacientes com o seu antigo inimigo, estes decretaram a sua perda das possessões familiares a favor de seu filho Álvaro, numa iniciativa de Teresa de Távora para evitar a ruína da Casa de Soutomaior. Pedro Álvarez de Soutomaior dirigiu-se então a Castela em Janeiro de 1486 para pedir o perdão de suas majestades. Parando em Alba de Tormes para se encontrar com o seu amigo o duque de Alba, acabaria por encontrar a morte de forma suspeita. 
O seu filho Álvaro de Soutomaior intitulou-se também conde de Caminha, não sendo porém reconhecido como tal em Portugal. 

### Titular
1. D. Pedro Álvarez de Soutomaior, 1.º e único conde de Caminha.

### Armas
As armas dos Soutomaior eram: de prata, com três faixas xadrezadas de ouro e vermelho, de três tiras.  Timbre: um leão de prata (ou: de vermelho), carregado das três faixas do escudo. 
Estas armas encontram-se no Livro do Armeiro-Mor (fl 81v), no Livro da Nobreza e Perfeiçam das Armas (onde o leão do timbre é de vermelho) (fl 17r), no Thesouro de Nobreza (onde o leão do timbre é de prata) (fl 34r), etc. Encontram-se também na Sala de Sintra. 
Braamcamp Freire, nos Brasões da Sala de Sintra, refere as seguintes armas para o conde de Caminha: de prata, com três faixas xadrezadas de ouro e vermelho, de quatro tiras, cada peça carregada de uma cotica em faixa de negro.

## Galeria

### Castelo de Soutomaior, do conde de Caminha

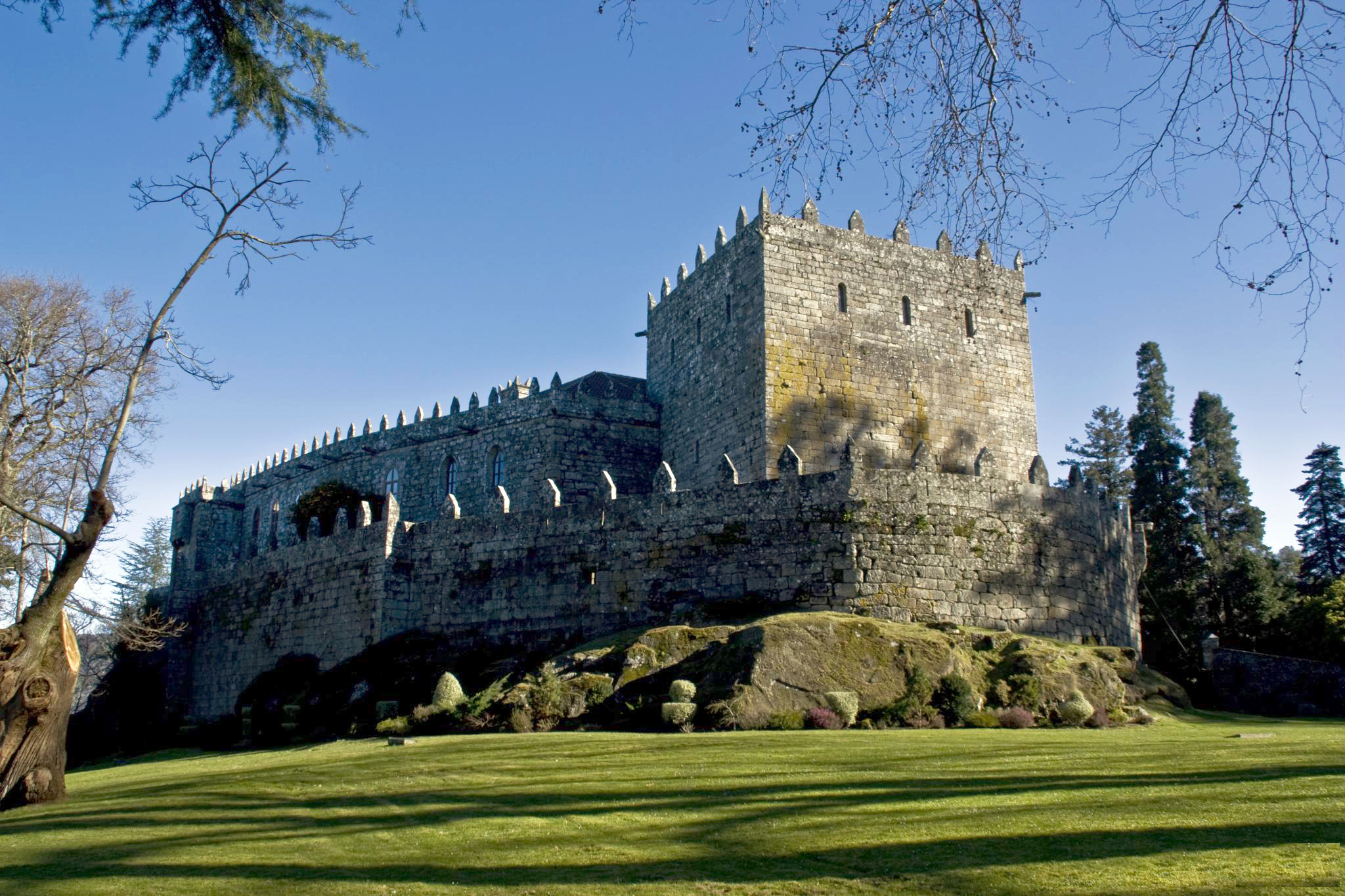
Vista geral
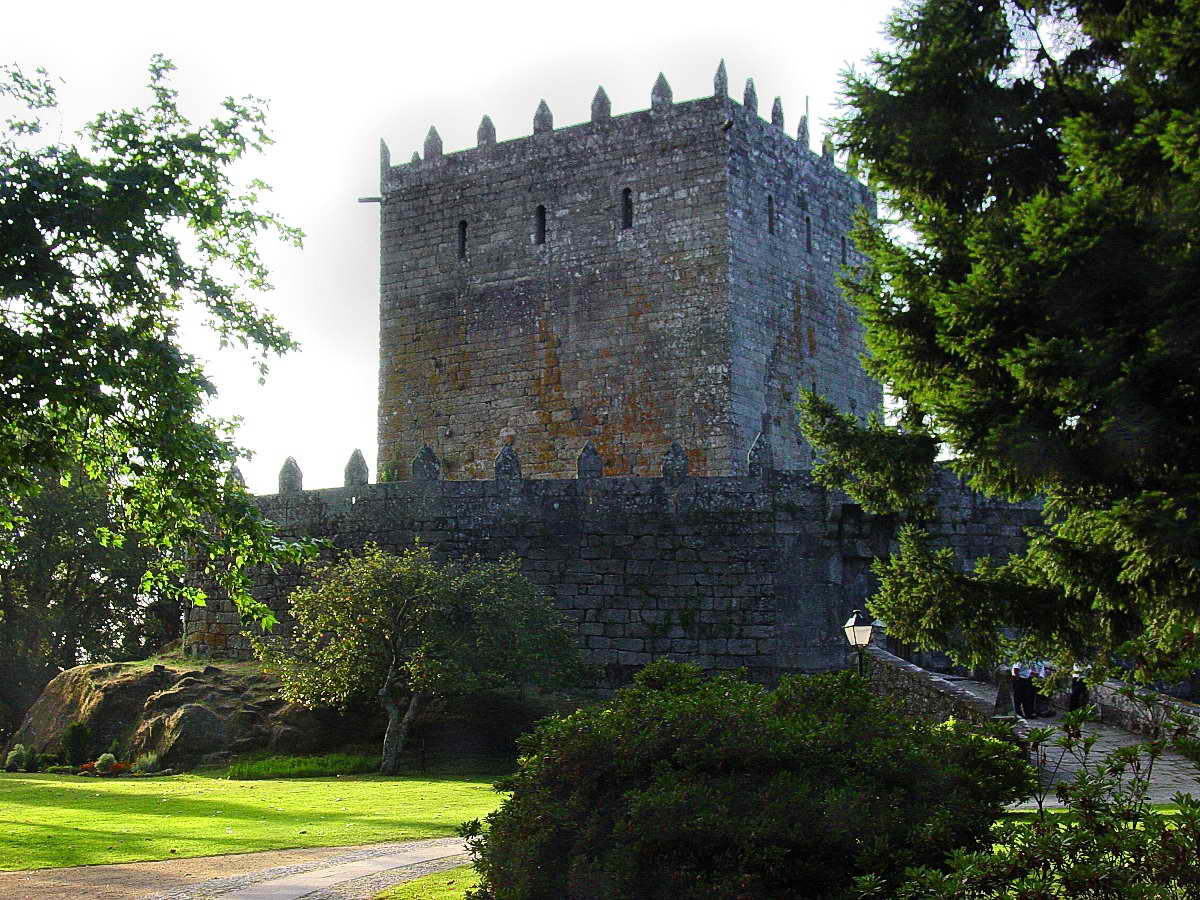
Torre de menagem
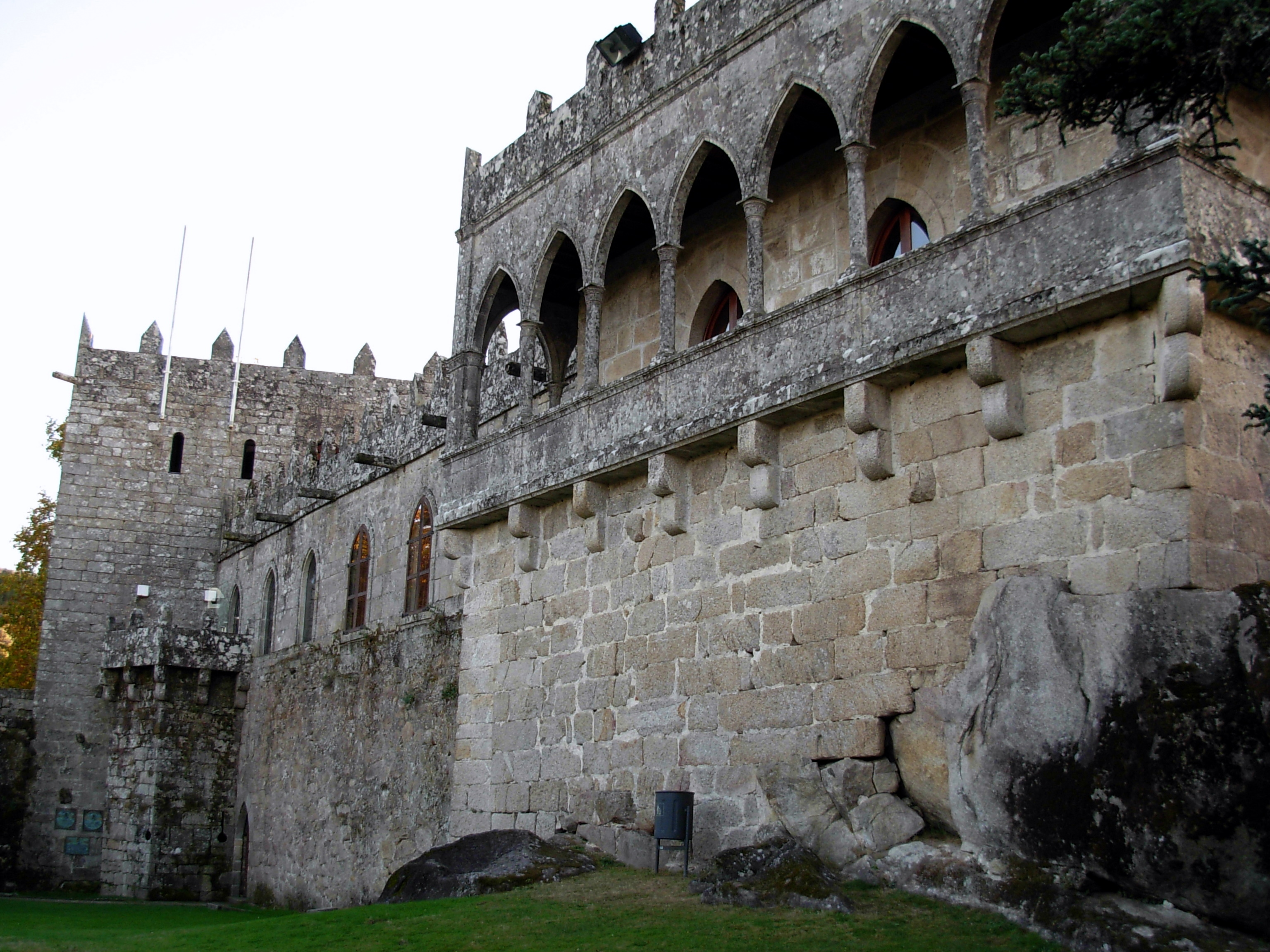
Galeria das Damas
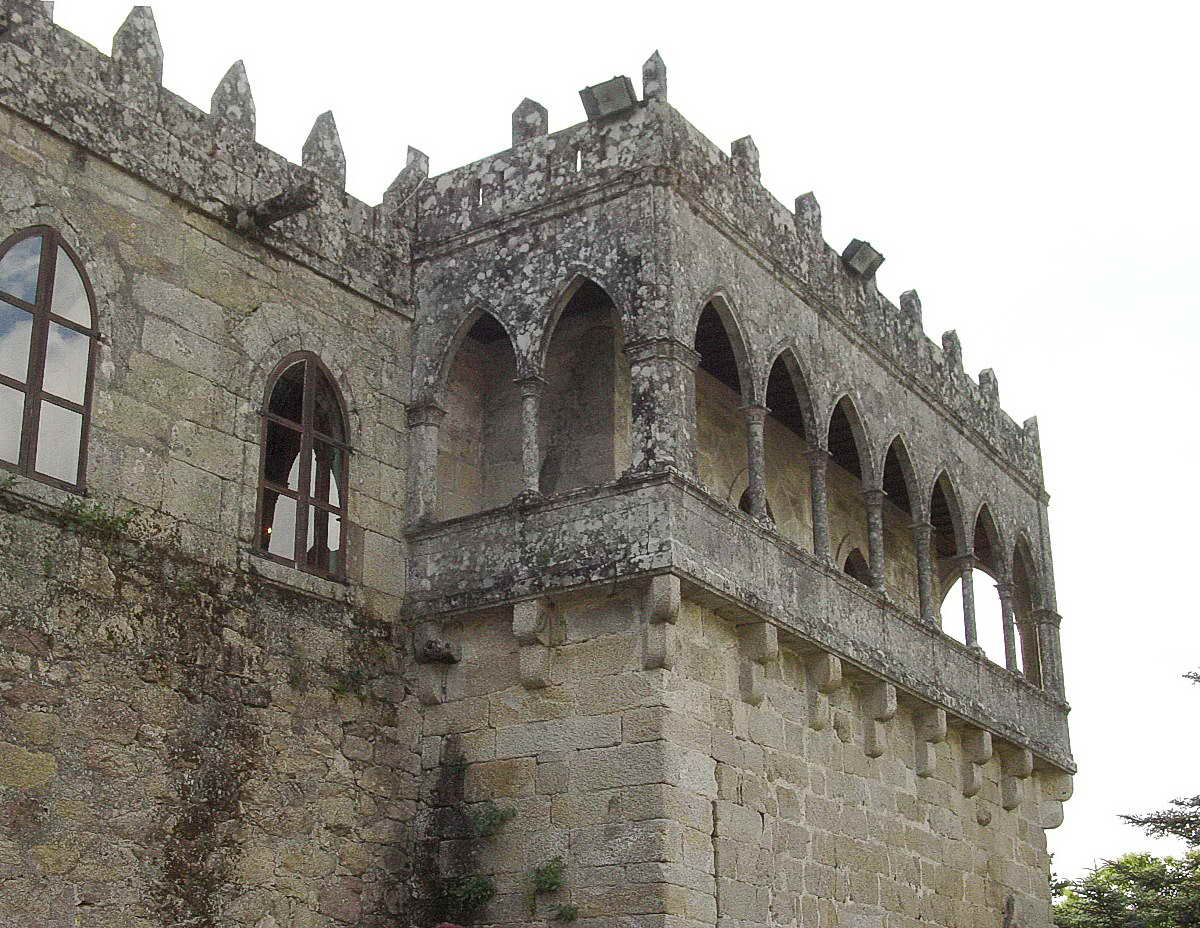
Galeria das Damas

### Condados do século XV
- Conde de Vila Real (1424)
- Conde de Marialva (1440)
- Conde de Odemira (1442)
- Conde de Atouguia (1448)
- Conde de Monsanto (1460)
- Conde de Valença (1464)
- Conde de Abrantes (1476)
- Conde de Olivença (1476)
- Conde de Cantanhede (1479)
- Conde da Feira (1481)
- Conde de Alcoutim (1496)
- Conde de Portalegre (1498)